# Ričica
Ričica es un pueblo ubicado en la municipalidad de Kakanj, en el cantón de Zenica-Doboj, Bosnia y Herzegovina.

## Superficie
Posee una superficie de 3,65 kilómetros cuadrados.

## Demografía
Hasta 2013 la población era de 400 habitantes, con una densidad de población de 109,7 habitantes por kilómetro cuadrado.